# یواس‌اس جی ال بروکن‌بارو (۱۸۶۲)
یواس‌اس جی ال بروکن‌بارو (۱۸۶۲) (به انگلیسی: USS G. L. Brockenborough (1862)) یک کشتی بود که طول آن not known بود.